# Hans Philipp
Pour les articles homonymes, voir Philipp.
Hans Philipp, né le 17 mars 1917 à Meissen en royaume de Saxe et mort au combat le 8 octobre 1943 dans les environs de Neuenhaus aux Pays-Bas, est un aviateur allemand de la Seconde Guerre mondiale. L'as servit dans la Luftwaffe de 1936 jusqu'à sa mort au combat en 1943 face au pilote d'un P-47 Thunderbolt, vraisemblablement Robert S. Johnson. Philipp parvint à s’extraire, mais son parachute ne s'ouvrit pas.

## Un des premiers as
Hans Philipp termine sa formation de pilote de chasse début 1939, et deviendra bientôt un des premiers et plus grand as de la guerre. Affecté à la 1./JG 76, le Leutnant Philipp remporte sa première victoire en Pologne, le 5 septembre 1939. Il ajoute 7 autres succès durant la bataille de France en 1940. Peu après, le I./JG 76 devient II./JG 54 et pour ses efforts et aussi par son talent de meneur, Philipp devient Staffelkapitän de la 4./JG 54 en août 1940 en pleine Bataille d’Angleterre, succédant ainsi à Dietrich Hrabak qui lui prend la tête du II./JG 54. Il continue d'amasser les succès et atteint bientôt sa vingtième victoire le 22 octobre ce qui lui vaut la Croix de chevalier de la croix de fer. Avec 23 succès au compteur à la fin de l'année, Philipp et le dixième as de la Luftwaffe à égalité avec deux autres pilotes. Il est également en tête des as de la JG 54. Dès lors, et jusqu'à la fin du conflit, il ne quittera plus le top 15 des as de la Luftwaffe.
Le 6 avril 1941 débute la campagne des Balkans, au-dessus de la Grèce, la Crète et la Yougoslavie. Le lendemain de l'offensive, Philipp descend deux adversaires lors de raids aériens massifs, ironiquement deux...Bf 109 de l'aviation yougoslave (Jugoslovensko Kraljevsko Ratno Vazduhoplovstvo - JKRV) ! Ce seront là ses deux seules victoires pour cette campagne, l'opération Barberousse contre l'Union soviétique arrivant à grands pas fin juin.

## La confirmation
Ce nouveau front va faire grimper son score en flèche ! Cantonné en province de Prusse-Orientale sur le front de Leningrad, l’Oberleutnant Philipp remporte sa trentième victoire le 30 juin. Le 30 juillet, il réalise un joli quintuplé et fait ainsi grimper son palmarès à 49. La barre des 60 est franchie le 18 août et le 24, il reçoit les feuilles de chêne après 62 victoires. Le début de l'hiver russe ralentit l'activité allemande sur le front Est mais Philipp, avec un palmarès de 73 victoires, peut se targuer d'être le septième as de la chasse allemande.
Les choses sérieuses reprennent en février 1942. Hans Philipp est désormais Hauptmann est ajoute 13 avions russes à son tableau de chasse. Le 14 février 1942 cependant, le Kommandeur du I./JG 54 Franz Eckerle (en) disparaît en mission, le Hauptmann Philipp est choisi pour lui succéder le 17. En tant que chef de groupe, il voit passer sous ses ordres de nombreux futurs grands as tel que des officiers ayant fait leur preuve (Horst Ademeit, Max-Hellmuth Ostermann, Hans Beisswenger) ; des sous-officiers prometteurs en début de carrière (Otto Kittel futur as des as de la JG 54, Fritz Tegtmeier entre autres) et un jeune officier autrichien qui fera bientôt parler de lui : Walter Nowotny. Le 12 mars 1942, Philipp devient le premier membre de la JG 54 à décrocher les glaives, après 86 victoires aériennes, et le 31 mars, il devient le quatrième as de la Luftwaffe à atteindre les 100 victoires, le premier de l'année 1942, le premier également de son unité.

## Un palmarès toujours plus grand
Après une pause de deux mois, Philipp est de retour au front fin mai. Cependant, l'été qui suit n'est guère prolifique pour l'as allemand, avec seulement 13 victoires de plus jusqu'à début août. C'est une tout autre histoire quand, en l'hiver 42-43, le I./JG 54 troque progressivement ses Bf 109 contre les nouveaux FW 190A plus puissant. Ainsi, le mois de décembre se solde par de nouveaux succès pour Philipp, dont huit avions (3 Il-2 et 5 LaGG-3) abattus le 30 décembre en deux sorties, pour un total de 129 à la fin de l'année.
Le début de l'année 1943 démarre sur les chapeaux de roue : pas moins de 33 victoires en janvier, dont un nouvel octuplé le 12 et deux quintuplé respectivement les 7 et 14 janvier, ainsi que la barre des 150 succès atteinte le 14. 17 autres victoires viennent s'ajouter en février qui se termine par un nouvel octuplé le 23 : Hans Phillip est alors titulaire 179 victoires. Le 7 mars, le Kommandeur bat son propre record avec 9 victoires dans la journée. Promu Major dès le 16 mars, Hans Philipp peut fêter dignement son anniversaire dès le lendemain en franchissant la barre des 200 victoires ! Il est alors le second pilote seulement après Hermann Graf de la JG 52 à atteindre pareil score.

## Une pause de courte durée
Désormais interdit de vol, Hans Phillip reste toutefois à la tête du I./JG 54 jusqu'au 1er avril, date à laquelle son commandement est repris par le vétéran Reinhard Seiler (en). À cette époque, la 8th Air Force américaine commence déjà à frapper méthodiquement l'Allemagne par des bombardements massifs contre les principales cibles stratégiques de l'Europe occupée. En conséquence, plusieurs pilotes chevronnés sont retirés de l’Est pour combattre dans la Défense du Reich. Parmi eux, le Major Philipp qui est transféré pour prendre en charge la JG 1, jusqu'alors l'une des rares escadres diurnes à être encore commandée par des anciens de 14-18. Philipp lui, n'a que 26 ans depuis un mois, et apporte alors indéniablement du sang neuf. Les 2 et 16 mai 1943, il renoue avec le succès en descendant un Spitfire et un P-47, son premier avion américain.
L’adversaire dans le ciel européen est toutefois constitué de gros et nombreux quadrimoteurs lourds armés jusqu'aux dents et escortés par des chasseurs deux fois plus nombreux encore. Les possibilités de victoires sont désormais moindres comparées à la situation en Russie et Hans Philipp n'échappe pas à cette règle.
Dans une lettre adressée à son ancien chef d'escadre Hannes Trautloft, Hans Philipp écrit : « D'un côté, on vit confortablement, les filles sont nombreuses et on a tout à disposition ; de l'autre coté, la lutte dans les airs est particulièrement difficile. Difficile, non seulement parce que l'ennemi est supérieur en nombre et les Boeing sont bien armés, mais parce que quelqu'un meurt toujours, en laissant sa chaise et sa chambre vide (...) Lutter contre 20 chasseurs soviétiques ou même des Spitfires, c'est toujours un plaisir, même si on ne sait jamais si on va survivre. Mais plonger au milieu de 60 Forteresses Volantes, c'est le type d'expérience qui te fait voir la peur de ta vie ».

## La fin d'un leader
Ses prédictions se révéleront exactes. Le 8 octobre 1943, la 8th Air Force détache 156 bombardiers au-dessus de Brême, escortés par 250 P-47 de six Fighter Groups différents dont le 56th. Au cours de l'attaque qui s'ensuit, Philipp parvient à descendre un B-17 quadrimoteur avant d'être vu pour la dernière fois par son ailier disparaître dans les nuages. Son corps sera retrouvé proche de Nordhorn ; il semble que, contraint d'évacuer son avion, il sauta en parachute mais ce dernier ne s'ouvrit pas.
Hans Philipp avait 26 ans. Il sera promu Oberstleutnant à titre posthume. En 500 missions, l'as allemand a remporté 206 victoires : 178 à l'Est et 28 à l'Ouest dont 1 quadrimoteur. La JG 1 sera reprise par un certain...Hermann Graf qui, avec seulement dix autres pilotes, seront les seuls à dépasser le score de Philipp jusqu'à la fin de la guerre.

## Anecdote
Le 4 octobre 1943, le Reichsmarschall Hermann Göring publia les instructions suivantes après une attaque par la 8th Air Force :
1. Il n'y a aucune condition météorologique qui empêcherait les pilotes de chasse de décoller et d'engager le combat.
2. Tout pilote ne montrant pas de motivation au combat ou n'ayant enregistré aucune victoire sera poursuivi par un tribunal militaire.
3. Dans le cas où un pilote épuise ses munitions, ou si ses armes sont inutilisables, il devra percuter un bombardier ennemi.

La réponse de Philipp fut on ne peut plus claire : « En ce qui me concerne, je refuse catégoriquement de me permettre de donner moi-même de tels ordres ; je sais ce que j'ai à faire ! »